# マルチレコーディング
マルチレコーディングは、多重録音のこと。マルチトラックレコーダーを使って複数回、録音を重ねることによって作品を完成させる。ビートルズがアルバム「サージェント・ペパーズ・ロンリー・ハーツ・クラブ・バンド」の作成に活用したことで有名である。
長所として、
- パートごとの録音が可能。
- 一人で複数の楽器を演奏して録音できる。
- 多数のテイクから最良のパートを組み合わせて再生できる。
- 2chなり5.1chなりにまとめるときにバランス調整などを施しやすい。

があげられる。しかしながら、
- やり直しが容易なので演奏から緊張感が薄れる。
- ステレオではなくマルチモノラルである。

といった批判もある。
いずれにせよ、現在において音楽パッケージを作成するにはごく一般的な手法である。